# Егоров, Леонид Васильевич
Леонид Васильевич Его́ров (1909 — ?) — советский инженер и изобретатель, лауреат Сталинской премии.

## Биография
В 1933 году после окончания техникума приехал в Караганду. В 1933—1938 годах работал начальником участка, затем помощником главного инженера на шахте № 26. С 1938 года занимал руководящие должности на угольных предприятиях Карагандинского бассейна. В 1940-х годах был начальником шахты № 31.
В начале 1950-х годов работал и учился в институте в Свердловске. В дальнейшем — был управляющим трестом «Сахалинуголь» и научным сотрудником по горным машинам НИИ горного дела в Челябинске.
Сконструировал «лебёдку Егорова» (1942). В 1948 году построил напилочную машину собственной конструкции — угленавалочный плуг. В 1950 году создал высокоэффективную врубовонавалочную машину оригинальной конструкции.
Публикации
- Рождение новой машины, Молодость Караганды, М., Углетехиздат, 1949, стр. 38 — 40

## Награды и премии
- Сталинская премия второй степени (1948) — за разработку конструкции и внедрение в производство высокопроизводительного комбайна системы Макарова для одновременной зарубки, отбойки и погрузки угля на транспортёр в длинных забоях